# Хозићи (Нови Град)
Хозићи су насељено мјесто у општини Нови Град, Република Српска, БиХ. Према попису становништва из 1991. у насељу је живјело 958 становника.

## Становништво
| Демографија | Демографија | Демографија |
| Година      | Становника  | Становника  |
| ----------- | ----------- | ----------- |
| 1948.       | 631         |             |
| 1953.       | 534         |             |
| 1961.       | 716         |             |
| 1971.       | 850         |             |
| 1981.       | 966         |             |
| 1991.       | 954         |             |